# Ctenus jaminauensis
Ctenus jaminauensis là một loài nhện trong họ Ctenidae.
Loài này thuộc chi Ctenus. Ctenus jaminauensis được Cândido Firmino de Mello-Leitão miêu tả năm 1936.